# 906 Repsolda
906 Repsolda, asteroid glavnog pojasa. Otkrio ga je Friedrich Schwassmann, 30. listopada 1918.

## Vanjske poveznice
- Minor Planet Center